# 華蔵院 (台東区)
華蔵院（けぞういん）は、東京都台東区にある天台宗の寺院。青山善光寺と同じく善光寺の東京別院。

## 歴史
創建年代は不明である。1611年（慶長16年）、傳長法印によって中興された。その後、寛永寺の塔頭になっている。
幕末の上野戦争の戦死者（官幕両軍問わず）の菩提を弔う地蔵尊が造立されている。
1902年（明治35年）、長野の善光寺より善光寺式阿弥陀三尊を勧請し、善光寺の東京別院となった。当寺を拠点に善光寺に参詣する講が多く設立され、年数回長野駅まで行く団体専用列車が設定されていた。しかし、昭和初期の戦時体制の移行により、次第に廃れていった。現在は7年に一度、善光寺に参詣するという。
1945年（昭和20年）の東京大空襲で伽藍をすべて焼失してしまった。戦後に毛利家より祖霊殿が譲られ、本堂として使用している。

## 交通アクセス
- 大江戸線つくばエクスプレス新御徒町駅より徒歩約4分（経路案内）。
- 銀座線稲荷町駅より徒歩約5分（経路案内）。